# Офицерский посёлок (Чехов)
Офицерский посёлок — микрорайон в городе Чехов Московской области, до 1951 года — посёлок.

## История
Посёлок был образован 21 июня 1945 года на основании Постановления Совета Народных Комиссаров СССР (№ 1466 от 21 июня 1945 года «Об улучшении жилищных условий генералов и офицеров Красной Армии») за личной подписью Сталина, и предназначался для старших офицеров и генералов-участников Великой Отечественной войны, прослуживших не менее 25 лет в Красной Армии, а также для старших офицеров и генералов-участников Великой Отечественной войны, прослуживших не менее 8 лет в Красной Армии, но зачисленным в запас или ушедшим в отставку по состоянию здоровья или в связи с достижением пенсионного возраста. В итоге восемьдесят шесть человек получили участки в новом посёлке.
Изначально в состав посёлка входили улицы: Офицерский поселок, Центральная, Офицерская. Посёлок был спроектирован в форме пятиконечного пентагона, с опускающемся с южной стороны основанием. Такая форма подразумевала пятиконечную Звезду Красной Армии на древке, которыми являются улицы Центральная и Офицерская, что хорошо видно на старом городском плане.
в 1951 году Офицерский посёлок стал одним из поселений, на основании которого 18 мая 1951 года был сформирован рабочий поселок Лопасня (ныне город Чехов). Помимо него в состав нового
рабочего поселка вошли селения Садки, Новое Бадеево, часть поселка Зачатье (по улице Школьная), поселок железнодорожной станции Лопасня, поселок регенератного завода, территория котельно-механического завода.

## Известные жители посёлка
- Первый комендант взятого Дрездена Трофим Круташов
- Прокурор СССР Михаил Панкратьев
- Командующий первыми «Катюшами» под Смоленском Максим Панов, отмеченный орденами Суворова, Александра Невского, Богдана Хмельницкого
- Герой Советского Союза, кавалер ордена Ленина, Красного Знамени и не только, уроженец Лопасненской земли лётчик Алексей Марков, в честь которого названа улица в Венюкове.
- Генерал-майор Петр Теремов, уроженец Чеховского района.

## Достопримечательности

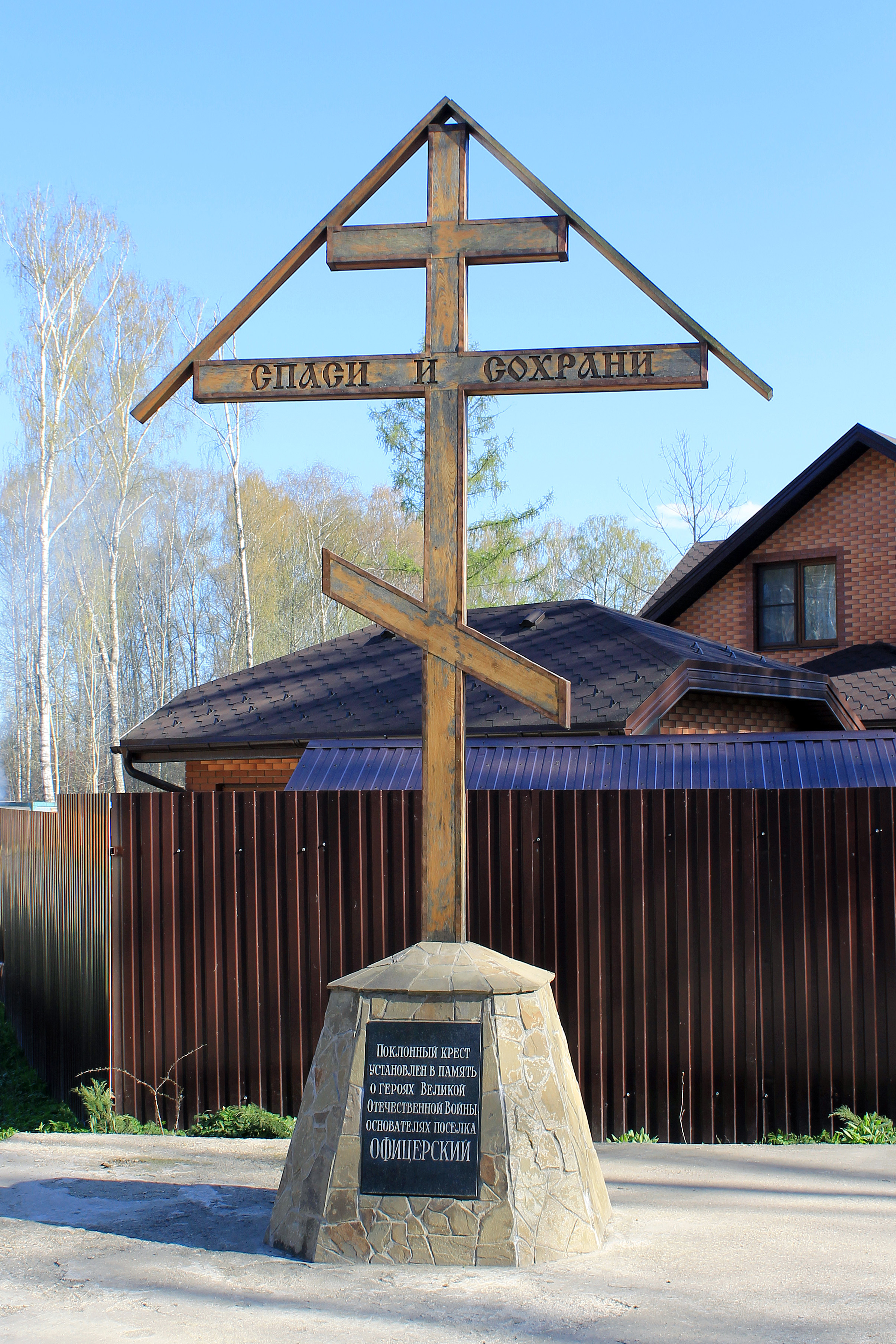
Поклонный крест в Офицерском посёлке

На территории бывшего посёлка расположен поклонный крест в память об основателях посёлка, героях Великой Отечественной войны.